# سیارک ۸۴۳۲
سیارک ۸۴۳۲ (به انگلیسی: 8432 Tamakasuga، نامگذاری:1997YD18) هشت هزار و چهارصد و سی و دومین سیارک کشف شده‌است که در ۲۷ دسامبر ۱۹۹۷ کشف شد.
قدر مطلق سیارک برابر ۱۳٫۰۰ است.